# Meat pie

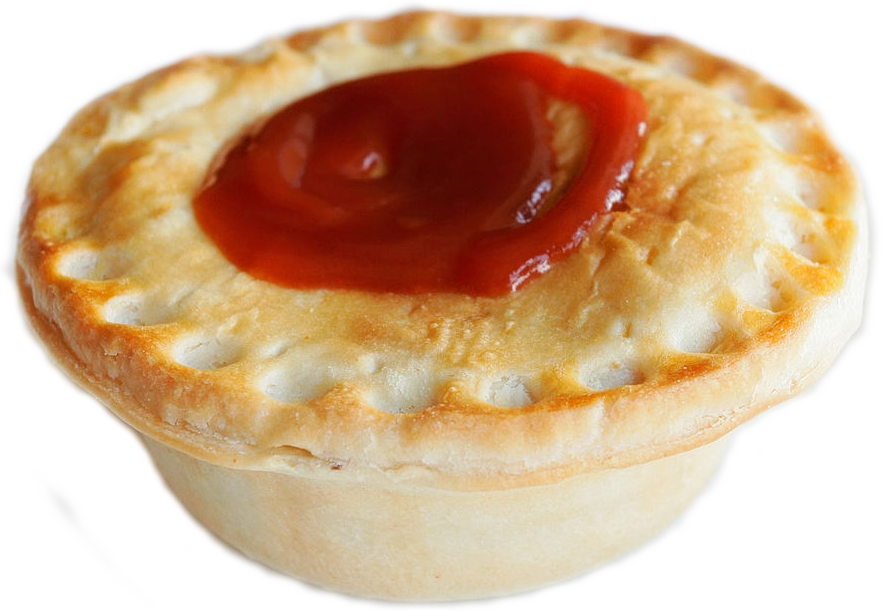
Meat pie australiano.

En Australia y Nueva Zelanda, un meat pie (en español: pay de carne) es un pay o pastel del tamaño de una mano que contiene carne picada o en dados y salsa, a veces con cebolla, champiñones o queso, y se suele consumir como tentempié para llevar.
Esta variante del pastel de carne estándar se considera icónica. En 2003, el primer ministro de Nueva Gales del Sur, Bob Carr, la describió como el «plato nacional» de Australia. Los neozelandeses consideran el meat pie parte de la cocina neozelandesa y forma parte de la identidad nacional neozelandesa.

## Consumo
Los pasteles de carne se elaboran en numerosas panaderías de barrio de Australia y Nueva Zelanda.
Cada australiano come una media de 12 meat pies al año, es decir, 270 millones de pasteles, mientras que en Nueva Zelanda son aún más populares. El neozelandés medio come 15 meat pies, es decir, 66 millones al año. Big Ben Pies, una reconocida pastelería neozelandesa, lleva elaborando tartas desde 1969 en Auckland y vende 13 millones de pays al año.

## Valor nutricional
Las carnes autorizadas por el FSANZ –la autoridad legal en materia de normas alimentarias del Gobierno australiano– para constituir al menos el 25 % de un pastel de carne son las de vacuno, búfalo, camello, venado, cabra, liebre, cerdo, aves de corral, conejo y oveja. A veces también se utiliza carne de canguro, una alternativa más magra. Sin embargo, la mayoría de los fabricantes de pasteles especifican «carne de vacuno» en su lista de ingredientes; normalmente, los que utilizan otros tipos de carne simplemente ponen «carne» en la lista en su lugar. La FSANZ exige que un pastel de carne contenga un mínimo del 25 % de «carne de vacuno». La carne incluye el músculo esquelético de cualquier animal sacrificado, así como cualquier corteza animal adherida, grasa, tejido conjuntivo, nervios, sangre y vasos sanguíneos. Los despojos (como sesos, corazón, riñones, hígado, lengua, callos) deben especificarse en la etiqueta. El resto de los ingredientes suelen ser masa, salsa y proteína vegetal.